# سریر مقدس

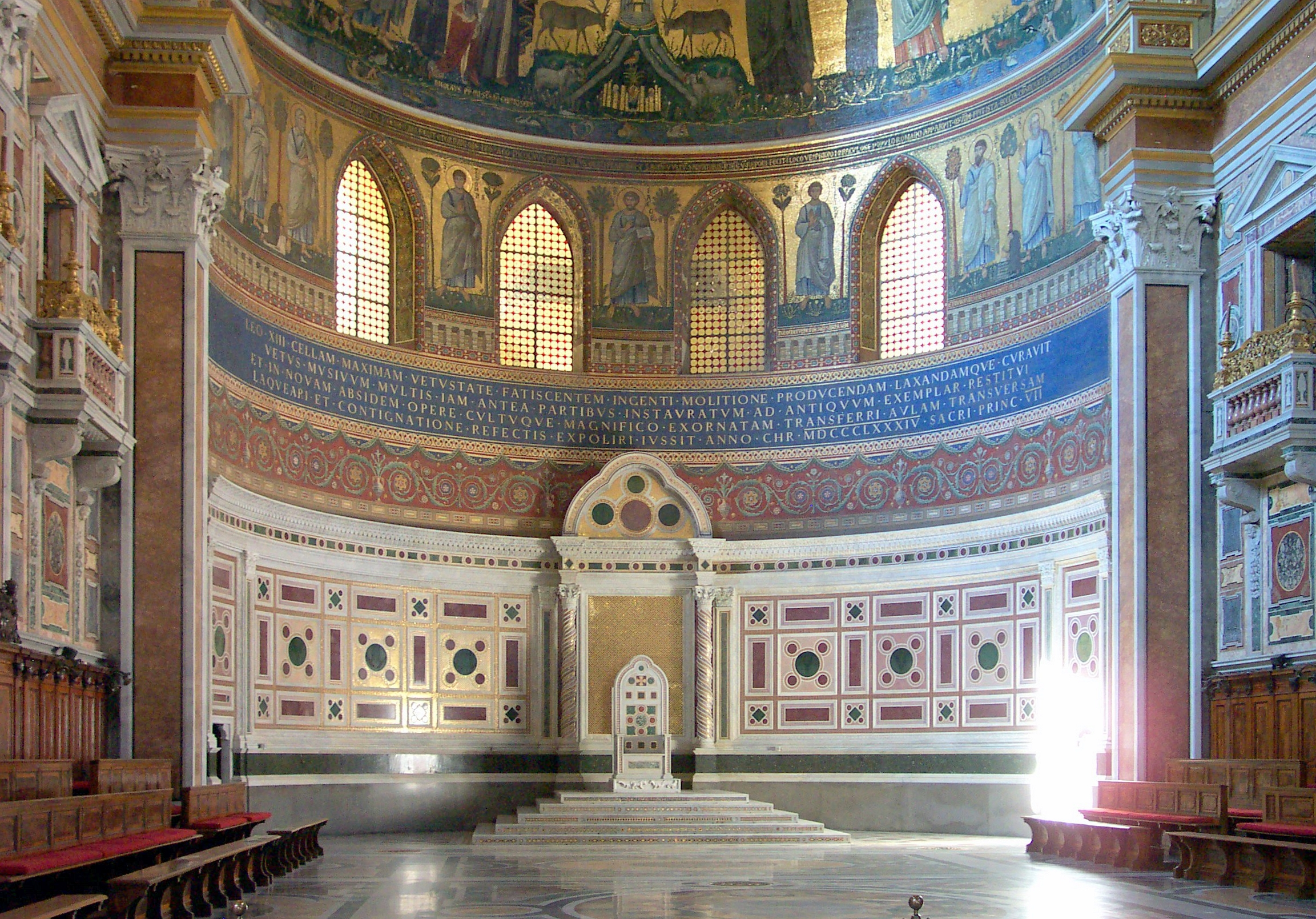
محل جلوس پاپ، بازیلیکای سَن جان، لاتران

سبز: کشورهایی که با واتیکان روابط دیپلماتیک دارند.

سریر مقدس (به لاتین: Sancta Sedes) (به ایتالیایی: Santa Sede) اسقف‌نشین کلیسای کاتولیک در شهر رم است که اسقف اعظم آن به پاپ شهرت دارد. سریر مقدس عالی‌ترین اسقف‌نشین کلیسای کاتولیک و حکومت مرکزی کلیساهای کاتولیک دنیا به‌شمار می‌رود.
در تعریفی دیگر، سریر مقدس نام رسمی موقعیت قانونی واتیکان است و مجموعهٔ پاپ، وزیر خارجهٔ واتیکان، و گروه‌های رایزن حاضر در هیئت مشورتی پاپ را دربر می‌گیرد. سریر مقدس را می‌توان ارگان مرکزی مدیریت شاخهٔ کاتولیک رومی از دین مسیحیت در نظر گرفت.
اصطلاح سریر مقدس معمولاً فقط در آثار حقوق بین‌الملل استفاده می‌شود و در رسانه‌ها از آن با نام واتیکان یاد می‌شود، در حالی که این دو کاملاً از یکدیگر مجزایند. واتیکان دولت‌شهری است که در سال ۱۹۲۹ با توافق نمایندگان پاپ و دولت ایتالیا در شهر رم ایجاد شد و یک قلمرو جغرافیایی مشخص دارد، اما قدمت سریر مقدس به اوایل پیدایش مسیحیت می‌رسد. سفرا و نمایندگان پاپ نیز به‌طور رسمی نماینده و سفیر سریر مقدس نامیده می‌شوند و نه دولت‌شهر واتیکان. نظام اداری آن‌ها هم از یکدیگر متفاوت است. مصوبات واتیکان به زبان ایتالیایی منتشر می‌شود، اما اسناد رسمی سریر مقدس معمولاً به زبان لاتین است. این دو حتی گذرنامه‌های متفاوتی هم صادر می‌کنند. واتیکان گذرنامه‌های عادی و سریر مقدس گذرنامه‌های دیپلماتیک و خدماتی را منتشر می‌کند. همچنین فقط «دبیرخانهٔ دولت سریر مقدس» در واتیکان قرار دارد و بقیهٔ ادارات آن در نقاط مختلف شهر رم پراکنده هستند.
رهبر سریر مقدس «پاپ» نامیده شده و در کنفرانس پاپی برگزیده می‌شود. تمامی کاردینال‌های زیر ۸۰ سال کلیساهای کاتولیک حق شرکت در این کنفرانس را دارند و بایستی یکی از خودشان را به این مقام انتخاب کنند. محل برگزاری کنفرانس در دوران معاصر در کلیسای سیستین واقع در کاخ رسالت شهر واتیکان است. این مذاکرات کاملاً محرمانه انجام شده و به‌هیچ‌وجه ثبت نمی‌شود.۱۱۵ کاردینال در ۱۳ مارس ۲۰۱۳ این کاردینال آرژانتینی را به این مقام برگزیدند. با اعلام دفتر مرکزی واتیکان فرانسیس یکم  در تاریخ ۲۱ آوریل ۲۰۲۵ چشم از جهان فرو بست و البته هنوز برنامه خاکسپاری و جایگزینی وی اعلام نشده است.

## موقعیت بین‌المللی
با این که سریر مقدس ویژگی‌های یک کشور؛ یعنی داشتن قلمرو، جمعیت و حکومت مشخص، را ندارد اما در جامعهٔ بین‌المللی یک واحد مستقل واجد حاکمیت به‌شمار می‌رود و مدت‌هاست که هم در عمل و هم در آثار نویسندگان حقوق بین‌الملل به‌عنوان یک «موضوع حقوق بین‌الملل» با حقوق و تکالیفی مشابه کشورهای مستقل، در نظر گرفته می‌شود. سریر مقدس در بسیاری از کشورها سفارتخانه و در بسیاری از سازمان‌های بین‌المللی عضویت دارد. سریر مقدس به‌عنوان عضو ناظر در سازمان ملل، و سازمان تجارت جهانی عضویت دارد. عضو دوفاکتوی پیمان شنگن است و به‌عنوان عضو کامل در آژانس بین‌المللی انرژی اتمی و آنکتاد حضور دارد.

## ساختار
سریر مقدس از مجموعه ادارات و سازمان‌هایی تشکیل می‌شود که به امور کلیساهای کاتولیک سراسر دنیا رسیدگی می‌کند و همگی آن‌ها زیر نظر پاپ هدایت می‌شوند. این ادارات شامل دبیرخانه دولت، نُه کنگرهٔ کلیسایی، سه تریبونال، ۱۱ شورای اسقفی و هفت کمیسیون اسقفی می‌شوند. از میان این سازمان‌ها فقط دبیرخانهٔ دولت در واتیکان قرار دارد و بقیه در نقاط مختلف شهر رم قرار دارند و از موقعیتی مشابه موقعیت قانونی سفارتخانه‌ها برخوردارند. هم‌اکنون ریاست دبیرخانهٔ دولت که عالی‌ترین نهاد اداری این مجموعه است را پیترو پارولین برعهده دارد و می‌توان او را صدراعظم و رئیس حکومت سریر مقدس محسوب می‌کرد. پاپ فرانسیس یکم در سال ۲۰۱۳ پارولین را به این مقام منصوب کرد. دبیر بخش روابط با کشورهای دبیرخانهٔ دولت نیز در واقع وزیر امور خارجهٔ سریر مقدس محسوب می‌شود و دومینیک مامبرتی از سال ۲۰۰۶ با حکم پاپ بندیکت شانزدهم این مقام را بر عهده‌دارد.